# Eiréné
Pour les articles homonymes, voir Irène.
Pour la nymphe, voir Eiréné (fille de Poséidon).
Dans la mythologie grecque, Eiréné ou Irène (en grec ancien Εἰρήνη / Eirếnê, nom commun signifiant « paix ») est la fille de Zeus et Thémis, l'une des trois (ou cinq) Heures et incarne la Paix.
Elle est mentionnée par Hésiode en compagnie de ses deux sœurs Dikè (« justice ») et Eunomia (littéralement « bonne-réglementation »), et fait partie des nombreuses divinités secondaires correspondant à la personnification d'une notion abstraite (comme Ploutos, qui signifie « richesse », ou comme Tukhè, la « chance », le « hasard »).

## Mythes
Eiréné est un personnage important de la pièce d'Aristophane La Paix :
Le vigneron Trygée, un Athénien fatigué de la guerre, élève un bousier pour monter et voler vers l'Olympe afin de demander à Zeus pourquoi il laisse les Grecs dans la guerre. En y arrivant cependant, il voit que les cieux ont été désertés, les dieux partis parce qu'ils étaient en colère contre les Grecs : il ne trouve qu'Hermès qui s'occupe des derniers préparatifs. Il lui explique que maintenant habite ici l'entité guerrière Polemos qui a emprisonné Eiréné (la Paix) et projette d'écraser les villes grecques avec un mortier géant. Il envoie son fils Tarachos demander un pilon aux Athéniens et aux Spartiates, et celui-ci revient en disant qu'ils ont perdu leurs pilons (métaphore pour désigner le démagogue athénien Cléon et le général spartiate Brasidas qui avaient été tués). Alors que Polemos s'en va, Trygée invite des Grecs de différentes villes pour libérer Eiréné. Grâce à leur aide, en particulier celui des agriculteurs qui ont le plus souffert des conséquences de la guerre, ils parviennent à libérer la déesse ainsi que ses deux compagnes Opóra (déesse de la récolte/les fruits) et Théoria (déesse des spectacles et de la fête). Trygée retourne à Athènes avec Opóra pour l'épouser, et avec Théoria pour l'offrir à l'Assemblée.

## Évocation moderne

### Astronomie
Son nom a été donné à un satellite naturel de Jupiter, Eiréné, découverte en 2003 (nom officiel: Jupiter LVII Eiréné). Avant que ce nom ne lui soit donné, cette lune de Jupiter portait la désignation provisoire S/2003 J 5.